# Мардін (аеропорт)
Аеропорт Мардін (тур. Mardin Havalimanı) (IATA: MQM, ICAO: LTCR), — аеропорт у місті Мардін, південно-східна Туреччина розташований у Кизилтепе, за 20 км на південний схід від Мардіна. 

## Авіалінії та напрямки, вересень 2023
| Авіакомпанія     | Пункт призначення              |
| ---------------- | ------------------------------ |
| AnadoluJet       | Анкара, Стамбул–Сабіха Гьокчен |
| Pegasus Airlines | Стамбул–Сабіха Гьокчен, Ізмір  |
| SunExpress       | Анталія, Ізмір                 |
| Turkish Airlines | Стамбул                        |

## Статистика
Див. джерело запитів Вікіданих та джерела.